# Вольтская, Татьяна Анатольевна
Татья́на Анато́льевна Во́льтская (род. 12 декабря 1960, Ленинград) — российская поэтесса, журналистка, литературный критик, эссеист.

## Биография
Татьяна Анатольевна Вольтская родилась в Ленинграде. Окончила Ленинградский институт культуры.
С 1990 года публиковалась как журналист в газете «Невское время», «Литературной газете», «Общей газете», «Русской мысли» и других изданиях.
Как поэтесса печатается с начала 1990-х годов, в 1994 году выпустила первую книгу стихов. Стихи Вольтской, а также её рецензии, публиковались в журналах «Звезда», «Нева», «Знамя», «Новый мир», «Дружба народов», «Интерпоэзия», «Этажи», «Новый берег», «Крещатик», «ШО», «PROSODIA», «ФОРМАСЛОВ» и др. Стихи переводились на шведский, голландский, финский, итальянский, английский, литовский языки.
Автор одиннадцати сборников стихов — «Стрела» (СПб, 1994), «Тень» (СПб, 1998), «Цикада» (СПб, 2002), «Cicada» (Лондон, Bloodaxe, 2006), «Trostdroppar» (Стокгольм, 2009), «Письмо Татьяны» («Геликон Плюс», 2011), «Из варяг в греки» («Геликон Плюс», 2012), «Угол Невского и Крещатика» (Киев, «Радуга», 2015), Избранное (СПб, «Геликон Плюс», 2015), «В лёгком огне. Стихи» («Издательские решения», 2017), «Крылатый санитар» («Воймега», 2019) и книги стихов и прозы «Почти не болит» (ЛИМБУС ПРЕСС, 2019).
Участница международного поэтического фестиваля в Роттердаме, Платоновского фестиваля, фестивалей «Петербургские мосты», «Волошинский сентябрь», «Киевские лавры», Международного Хлебниковского фестиваля Ладомир и др.
В 1995—1998 годах соредактор петербургского литературного журнала «Постскриптум» (с Владимиром Аллоем и Самуилом Лурье).
Внештатный корреспондент Радио «Свобода» в Санкт-Петербурге. Со «Свободой» сотрудничает с 2000 года, с 2017 года — ведущая программы «Петербург Свободы».
8 октября 2021 года Минюст РФ включил Вольтскую в реестр СМИ — «иностранных агентов». Из-за признания «иностранным агентом» поэтессе отменили концерт в Кемерово, который должен был пройти 22 октября 2021 года.
В 2022 году уехала в Грузию.
Член Союза писателей и Союза журналистов Санкт-Петербурга.
У Татьяны Вольтской два сына: Иван и Серафим.

## Премии и награды
- Лауреат Пушкинской стипендии (Германия, 1999)
- Лауреат премии журнала «Звезда» (2003)
- Лауреат премии журнала «Интерпоэзия» (2016)

## Литературная критика
- Евгений Ермолин. Открытость беспощадного будущего. Рецензия на книгу Татьяны Вольтской «В лёгком огне».
- Александр Карпенко «Всем телом прижимаясь к небу…» Рецензия на книгу Татьяны.
- Виктор Есипов. «По лезвию любви…» Prosodia, 2019, № 11. По журнальным публикациям.
- Виктор Есипов. «Сквозь поле незасеянное — руки тяну к тебе, а обнимаю -их…» Рецензия на книгу Татьяны Вольтской «Крылатый санитар», Знамя, 2020, № 1.
- Виктор Есипов. «Будем любить друг друга…» Статья, Гостиная, № 104, Зима 2020.

Лауреат Пушкинской стипендии (Германия, 1999), премий журнала «Звезда» (2003) и журнала «Интерпоэзия» (2016). Победитель Волошинского конкурса (2018), Всероссийского поэтического конкурса «Заблудившийся трамвай» (2019). В 2020 году стала одним из победителей конкурса, объявленного композитором Ильей Демуцким.